# Mittelmeerspiele 2018/Judo
Die Wettbewerbe im Judo der Mittelmeerspiele 2018 fanden vom 27. bis zum 29. Juni 2018 im Cambrils Pavilion in Cambrils, Spanien statt.

## Ergebnisse Männer

### Bis 60 kg
| Platz | Athlet             | Land |
| ----- | ------------------ | ---- |
| 1     | Francisco Garrigós | ESP  |
| 2     | Fraj Dhouibi       | TUN  |
| 3     | Dekir Özlü         | TUR  |
| 3     | David Štarkel      | SLO  |

Datum: 27. Juni 2018

### Bis 66 kg
| Platz | Athlet          | Land |
| ----- | --------------- | ---- |
| 1     | Manuel Lombardo | ITA  |
| 2     | Alberto Gaitero | ESP  |
| 3     | Andraž Jereb    | SLO  |
| 3     | Imad Bassou     | MAR  |

Datum: 27. Juni 2018

### Bis 73 kg
| Platz | Athlet            | Land |
| ----- | ----------------- | ---- |
| 1     | Akil Gjakova      | KOS  |
| 2     | Bilal Çiloğlu     | TUR  |
| 3     | Mohamed Mohyeldin | EGY  |
| 3     | Fabio Basile      | ITA  |

Datum: 28. Juni 2018

### Bis 81 kg
| Platz | Athlet              | Land |
| ----- | ------------------- | ---- |
| 1     | Abdelaziz Ben Ammar | TUN  |
| 2     | Mohamed Abdelaal    | EGY  |
| 3     | Alexios Ntanatsidis | GRE  |
| 3     | Anri Egutidze       | POR  |

Datum: 28. Juni 2018

### Bis 90 kg
| Platz | Athlet                  | Land |
| ----- | ----------------------- | ---- |
| 1     | Nikoloz Sherazadishvili | ESP  |
| 2     | Nemanja Majdov          | SRB  |
| 3     | Theodoros Tselidis      | GRE  |
| 3     | Nicholas Mungai         | ITA  |

Datum: 28. Juni 2018

### Bis 100 kg
| Platz | Athlet             | Land |
| ----- | ------------------ | ---- |
| 1     | Ramadan Darwish    | EGY  |
| 2     | Giuliano Loporchio | ITA  |
| 3     | Lyès Bouyacoub     | ALG  |
| 3     | Alexandre Iddir    | FRA  |

Datum: 29. Juni 2018

### Ab 100 kg
| Platz | Athlet          | Land |
| ----- | --------------- | ---- |
| 1     | Žarko Ćulum     | SRB  |
| 2     | Vincenzo D’Arco | ITA  |
| 3     | Ángel Parra     | ESP  |
| 3     | Faicel Jaballah | TUN  |

Datum: 29. Juni 2018

## Ergebnisse Frauen

### Bis 48 kg
| Platz | Athlet           | Land |
| ----- | ---------------- | ---- |
| 1     | Julia Figueroa   | ESP  |
| 2     | Milica Nikolić   | SRB  |
| 3     | Francesca Milani | ITA  |
| 3     | Maruša Štangar   | SLO  |

Datum: 27. Juni 2018

### Bis 52 kg
| Platz | Athlet           | Land |
| ----- | ---------------- | ---- |
| 1     | Distria Krasniqi | KOS  |
| 2     | Odette Giuffrida | ITA  |
| 3     | Astride Gneto    | FRA  |
| 3     | İrem Korkmaz     | TUR  |

Datum: 27. Juni 2018

### Bis 57 kg
| Platz | Athlet          | Land |
| ----- | --------------- | ---- |
| 1     | Nora Gjakova    | KOS  |
| 2     | Miriam Boi      | ITA  |
| 3     | Priscilla Gneto | FRA  |
| 3     | Ghofran Khelifi | TUN  |

Datum: 27. Juni 2018

### Bis 63 kg
| Platz | Athlet          | Land |
| ----- | --------------- | ---- |
| 1     | Edwige Gwend    | ITA  |
| 2     | Meriem Bjaoui   | TUN  |
| 3     | Manon Deketer   | FRA  |
| 3     | Büşra Katipoğlu | TUR  |

Datum: 28. Juni 2018

### Bis 70 kg
| Platz | Athlet          | Land |
| ----- | --------------- | ---- |
| 1     | María Bernabéu  | ESP  |
| 2     | Carola Paissoni | ITA  |
| 3     | Margaux Pinot   | FRA  |
| 3     | Nurcan Yılmaz   | TUR  |

Datum: 28. Juni 2018

### Bis 78 kg
| Platz | Athlet              | Land |
| ----- | ------------------- | ---- |
| 1     | Giorgia Stangherlin | ITA  |
| 2     | Loriana Kuka        | KOS  |
| 3     | Patrícia Sampaio    | POR  |
| 3     | Patricija Brolih    | SLO  |

Datum: 29. Juni 2018

### Ab 78 kg
| Platz | Athlet              | Land |
| ----- | ------------------- | ---- |
| 1     | Kayra Sayit         | TUR  |
| 2     | Nihel Cheikh Rouhou | TUN  |
| 3     | Sonia Asselah       | ALG  |
| 3     | Julia Tolofua       | FRA  |

Datum: 29. Juni 2018

## Medaillenspiegel
| Platz | Land         | Gold | Silber | Bronze | Gesamt |
| ----- | ------------ | ---- | ------ | ------ | ------ |
| 01    | Spanien      | 4    | 1      | 1      | 6      |
| 02    | Italien      | 3    | 5      | 3      | 11     |
| 03    | Kosovo       | 3    | 1      | —      | 4      |
| 04    | Tunesien     | 1    | 3      | 2      | 6      |
| 05    | Serbien      | 1    | 2      | —      | 3      |
| 06    | Türkei       | 1    | 1      | 4      | 6      |
| 07    | Ägypten      | 1    | 1      | 1      | 3      |
| 08    | Frankreich   | —    | —      | 6      | 6      |
| 09    | Slowenien    | —    | —      | 4      | 4      |
| 10    | Algerien     | —    | —      | 2      | 2      |
| 0     | Griechenland | —    | —      | 2      | 2      |
| 0     | Portugal     | —    | —      | 2      | 2      |
| 11    | Marokko      | —    | —      | 1      | 1      |
| Total | Total        | 14   | 14     | 28     | 56     |